# Норма Ширер
Норма Ширер (енгл. Norma Shearer; Монтреал, 10. август 1902 — Вудленд Хилс, 12. јун 1983) је била канадско-америчка глумица.